# 미스터리 추적
《미스터리 추적》은 대한민국의 KBS에 방송됐던 교양 프로그램이다.

## 기획 의도
미스터리에 관한 탐사 다큐멘터리를 담아주는 프로그램이다.

## 방송 시간
- KBS 2TV - 1998년 2월 19일 ~ 1998년 6월 11일 : 매주 목요일 밤 11:00 ~ 11:50
- KBS 2TV - 1998년 6월 19일 ~ 1999년 1월 22일 : 매주 금요일 밤 11:00 ~ 11:50

## 진행자
- 송지헌

## 안내
내용 중에는 이 이야기는 개인의 특별한 체험을 재구성한 것으로 과학적 설명이 어려운 것임을 밝혀드립니다.

## 참고 사항
- 방송위원회로부터 비과학적인 생활태도를 조장한다는 비판을 받아 지적을 받았다.
- 방영 시기가 IMF 외환 위기로 인한 경제적 어려움으로 인해 편성하기에는 부적절하다는 점이 복합적으로 작용하여, 지상파 프로그램의 재연이 대부분 종영되고 동시에 공영성을 강화한다는 정책에 따라 1999년 1월 22일까지 방영하였다.

## 같이 보기
- 미스터리
- 다큐멘터리 이야기 속으로 (MBC)
- 토요 미스테리 극장 (SBS)